# Обердорф-ім-Бургенланд
Обердорф-ім-Бургенланд (нім. Oberdorf im Burgenland) — громада округу Оберварт у землі Бургенланд, Австрія.
Обердорф-ім-Бургенланд лежить на висоті  364 м над рівнем моря і займає площу  9,2 км². Громада налічує 1029 мешканців. 
Густота населення 112/км².  
|                                                 |
| Обердорф-ім-Бургенланд на мапі округу та землі. |

 Адреса управління громади: 7501 Oberdorf im Burgenland, Untere Hauptstraße Nr. 9.

## Демографія
Історична динаміка населення міста за даними сайту Statistik Austria

## Виноски
1. ↑  Dauersiedlungsraum der Gemeinden Politischen Bezirke und Bundesländer - Gebietsstand 1.1.2018 — Статистичне управління Австрії.
2. ↑  Einwohnerzahl 1.1.2018 nach Gemeinden mit Status, Gebietsstand 1.1.2018 — Статистичне управління Австрії.
3. ↑  Gemeindedaten von Oberdorf im Burgenland

| Австрія | Це незавершена стаття з географії Австрії. Ви можете допомогти проєкту, виправивши або дописавши її. |